# 彈匣並聯
彈匣並聯（英語：jungle-style，字面上的意思為“叢林風格”）是指把兩個或以上的彈匣利用膠帶、夾子或其他東西聯接在一起，相比起安裝在槍枝上的彈匣，備用的彈匣通常會倒置安放。
由於備用彈匣與使用中的彈匣聯接在一起，彈匣並聯能夠加快重新裝彈的速度。缺點是增加了武器發生故障的機會，這是由於倒置安放的備用彈匣其裡面的子彈完全暴露在空氣中，容易受到污染。另外也會增加士兵在俯臥時暴露位置的機會。為了解決這些問題，一些槍械生產商如：黑克勒-科赫和SIG設計了一些附有螺柱和托架的彈匣，這容許了複數彈匣在不需任何額外工具下就能有規律的連接在一起，而且還不用倒置安放。

## 歷史
彈匣並聯的歷史最早可追遡到二戰，當時美軍士兵在使用M1卡賓槍、M3衝鋒槍和湯普森衝鋒槍時就運用了這種風格。
湯普森衝鋒槍的使用者往往會把兩個20發彈匣聯接在一起以加快換彈速度，並用於解決其低載彈量的問題。這種情況激發了美軍開發一種30發容量的彈匣。而聯合防禦M42衝鋒槍更有一種“面對面”排列的一對並聯式20發彈匣。
M1卡賓槍的彈匣並聯在美軍中亦相當普遍，因此軍方開發了一種不用膠帶就能連接在一起的“T3-A1彈匣”（Holder, Magazine T3-A1），這些彈匣經常被士兵稱為“叢林夾”。

## 圖片集

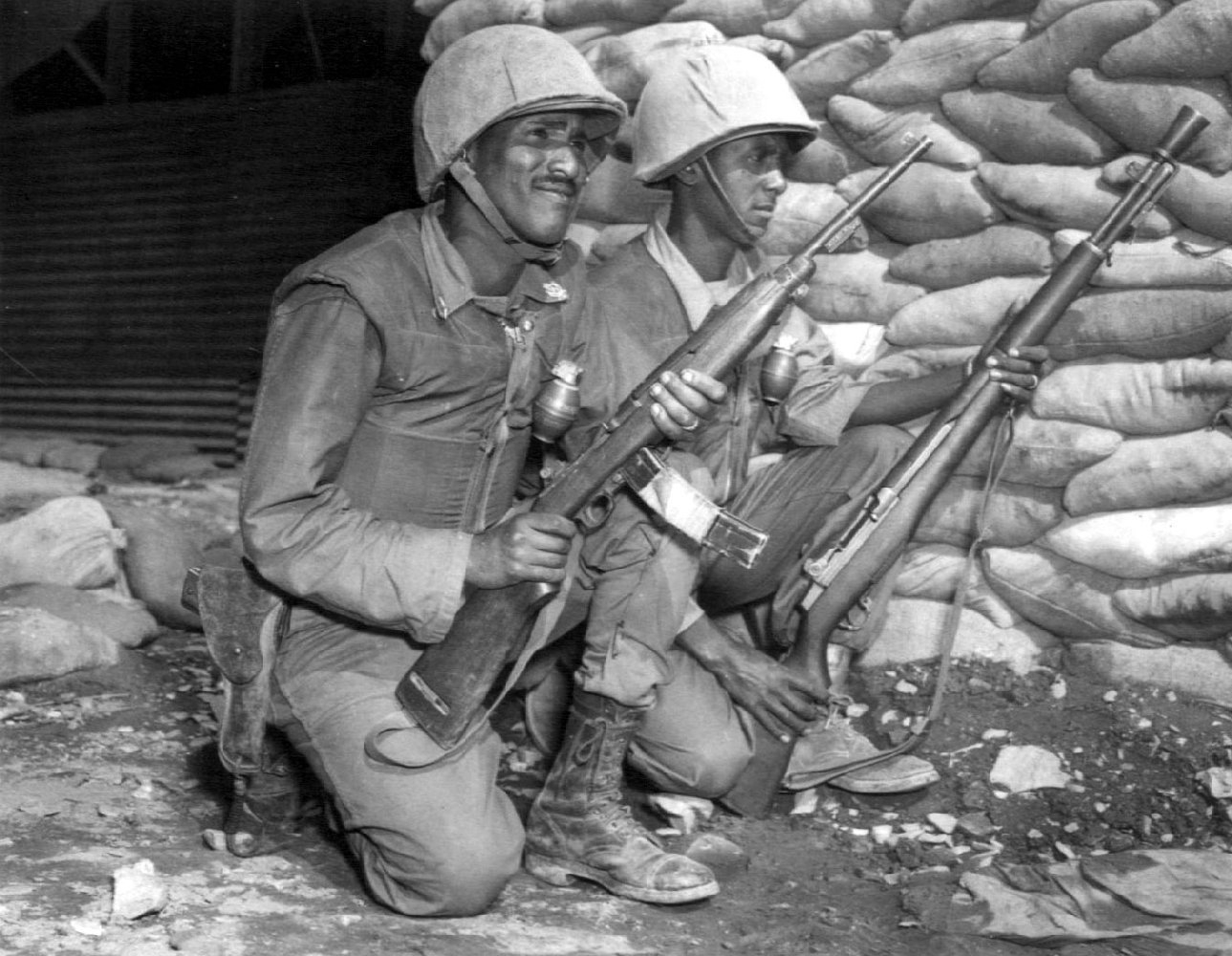
於1953年參與韓戰的衣索比亞士兵，他手上的M1卡賓槍使用了彈匣並聯
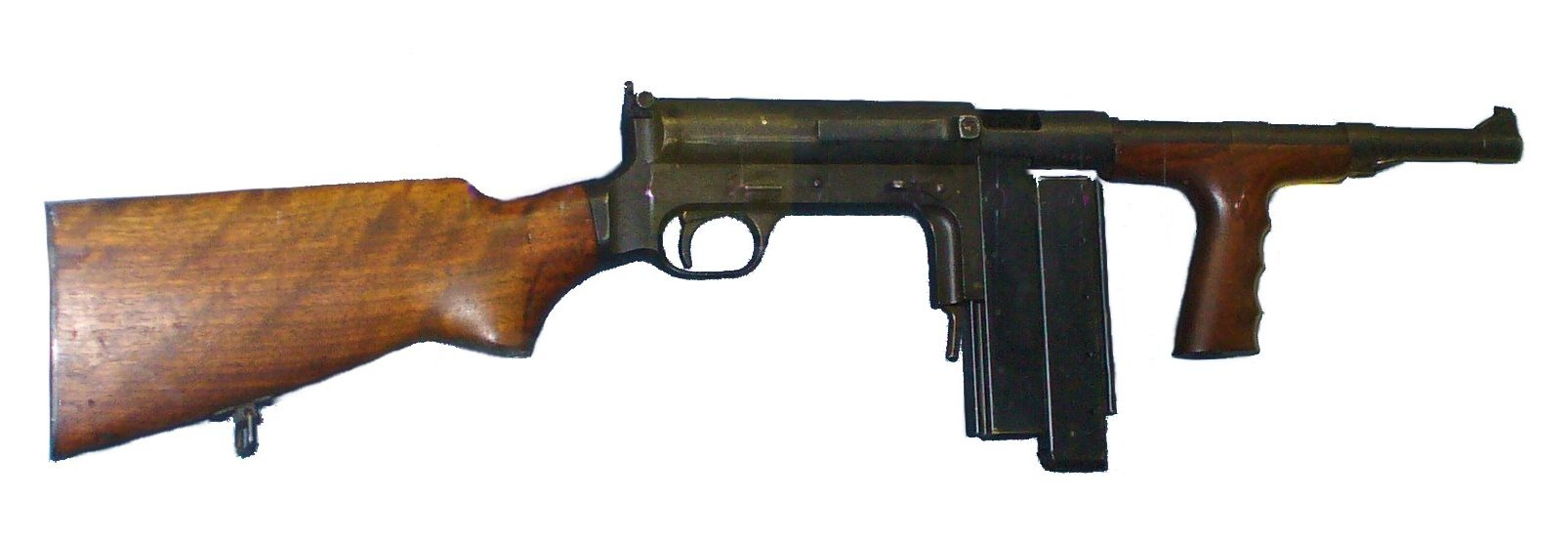
聯合防禦M42衝鋒槍的“面對面”並聯式彈匣
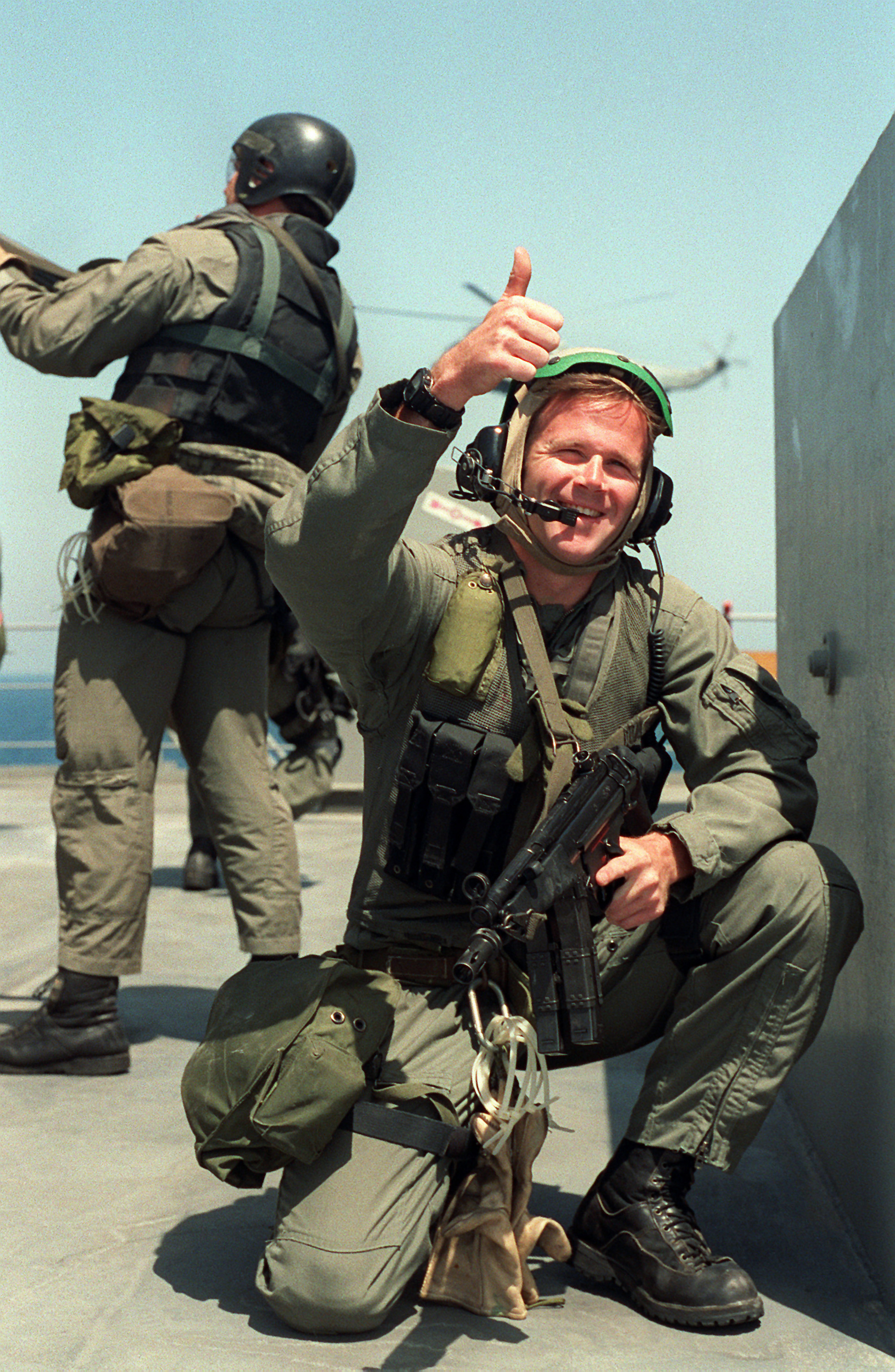
海豹突擊隊員使用彈匣並聯的HK MP5衝鋒槍，攝於1991年
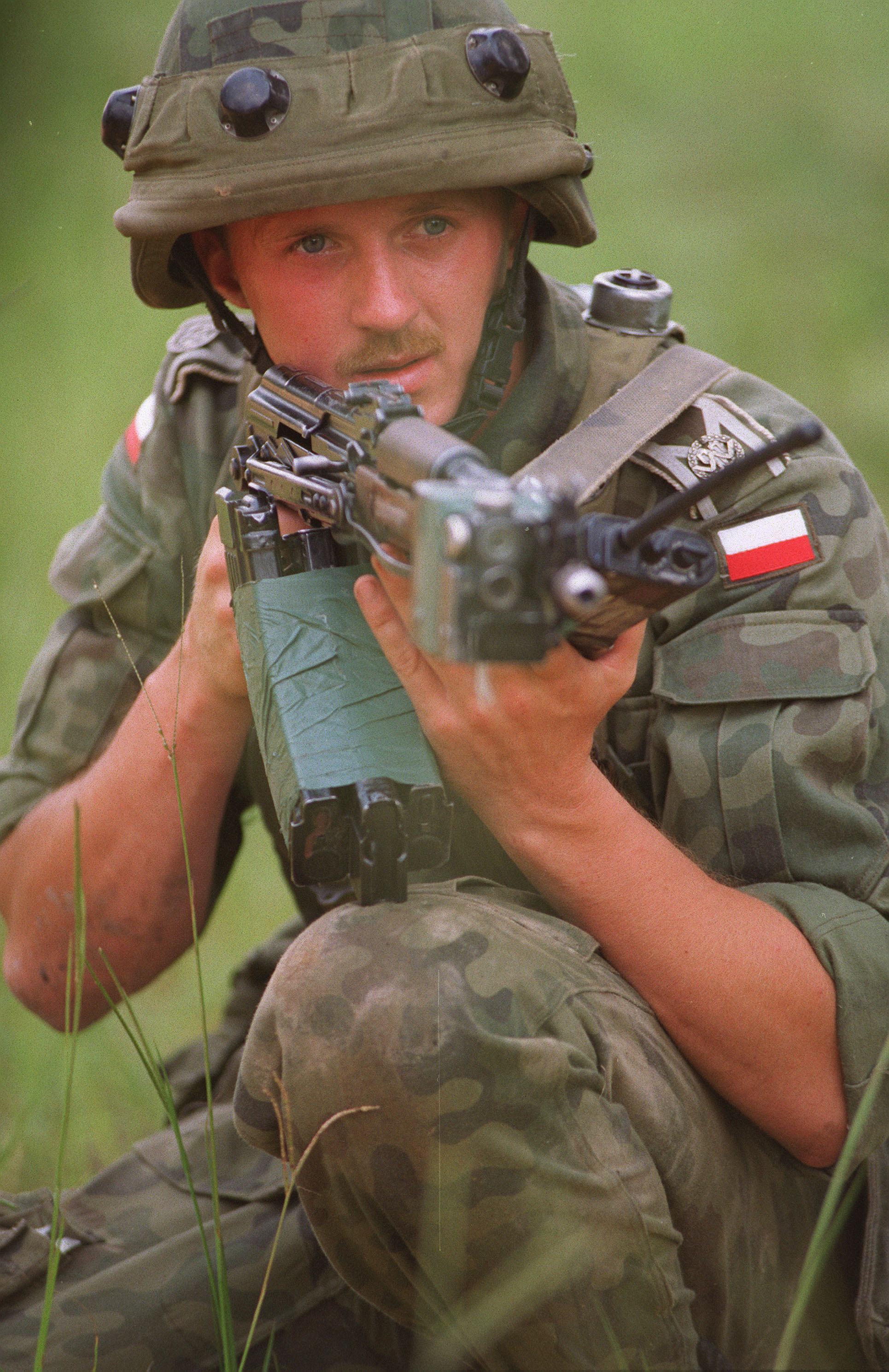
波蘭士兵手持三個彈匣並聯在一起的AKMS突擊步槍，攝於1997年
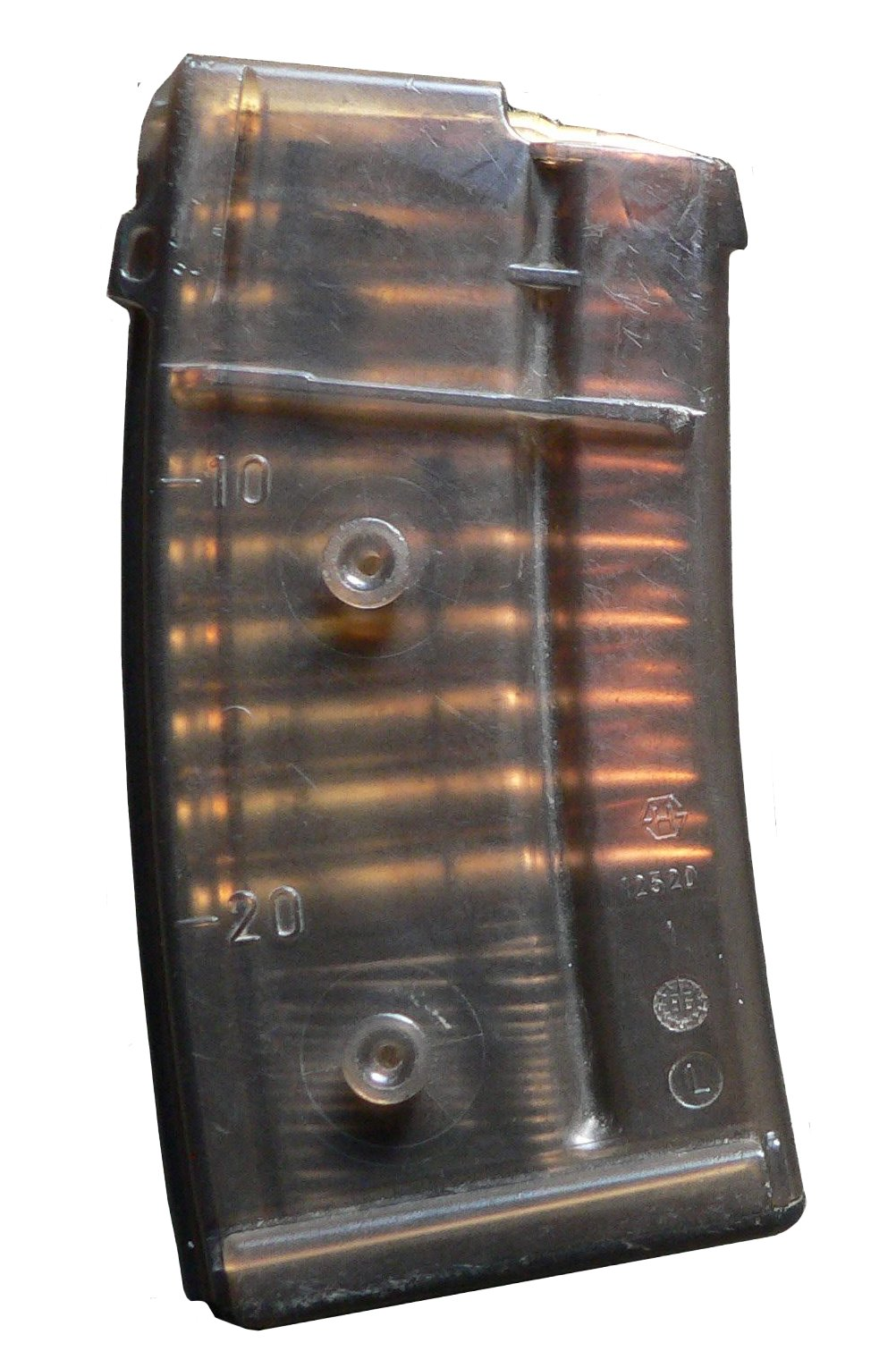
SIG SG 550突擊步槍使用的螺柱式彈匣，能夠把複數彈匣連接在一起
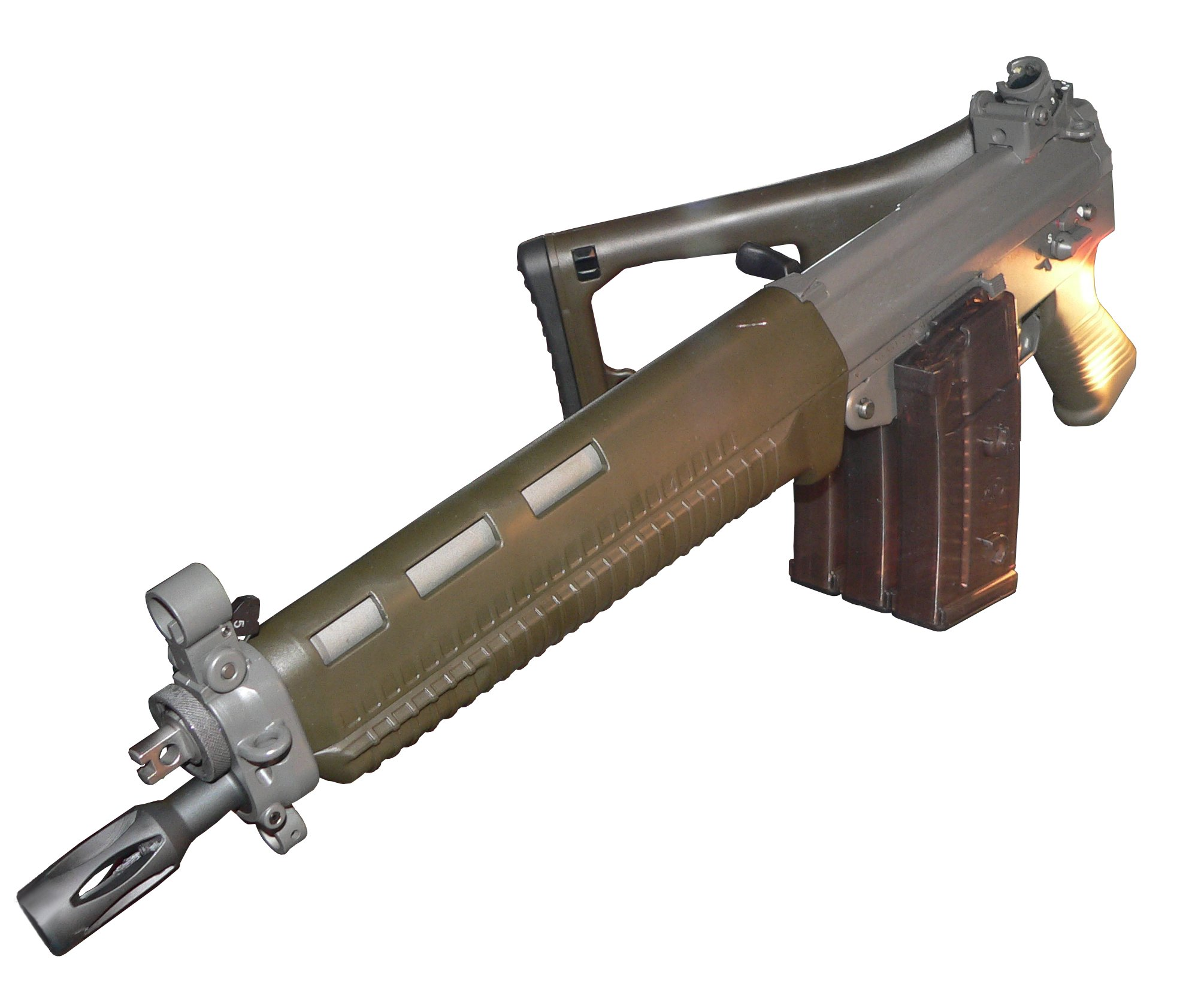
三個彈匣並聯在一起的SIG SG 551突擊步槍
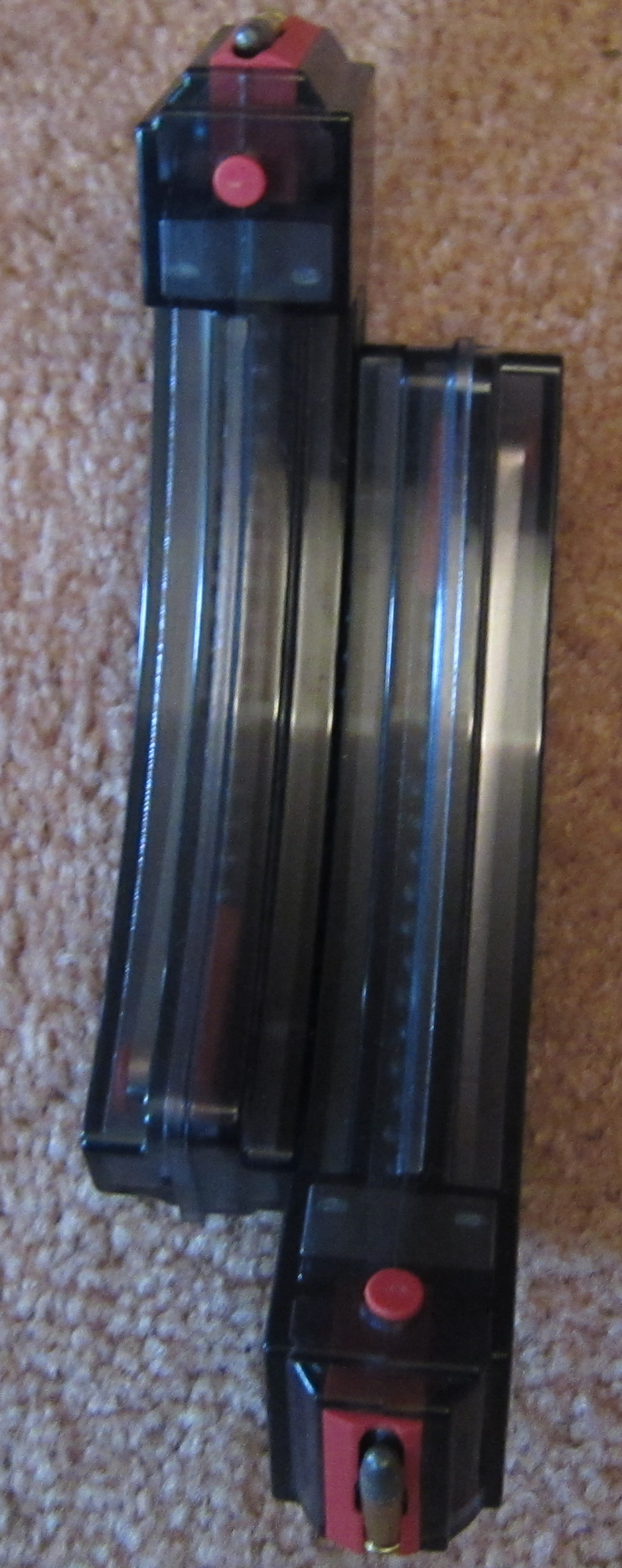
兩個儒格10/22半自動步槍的彈匣並聯在一起
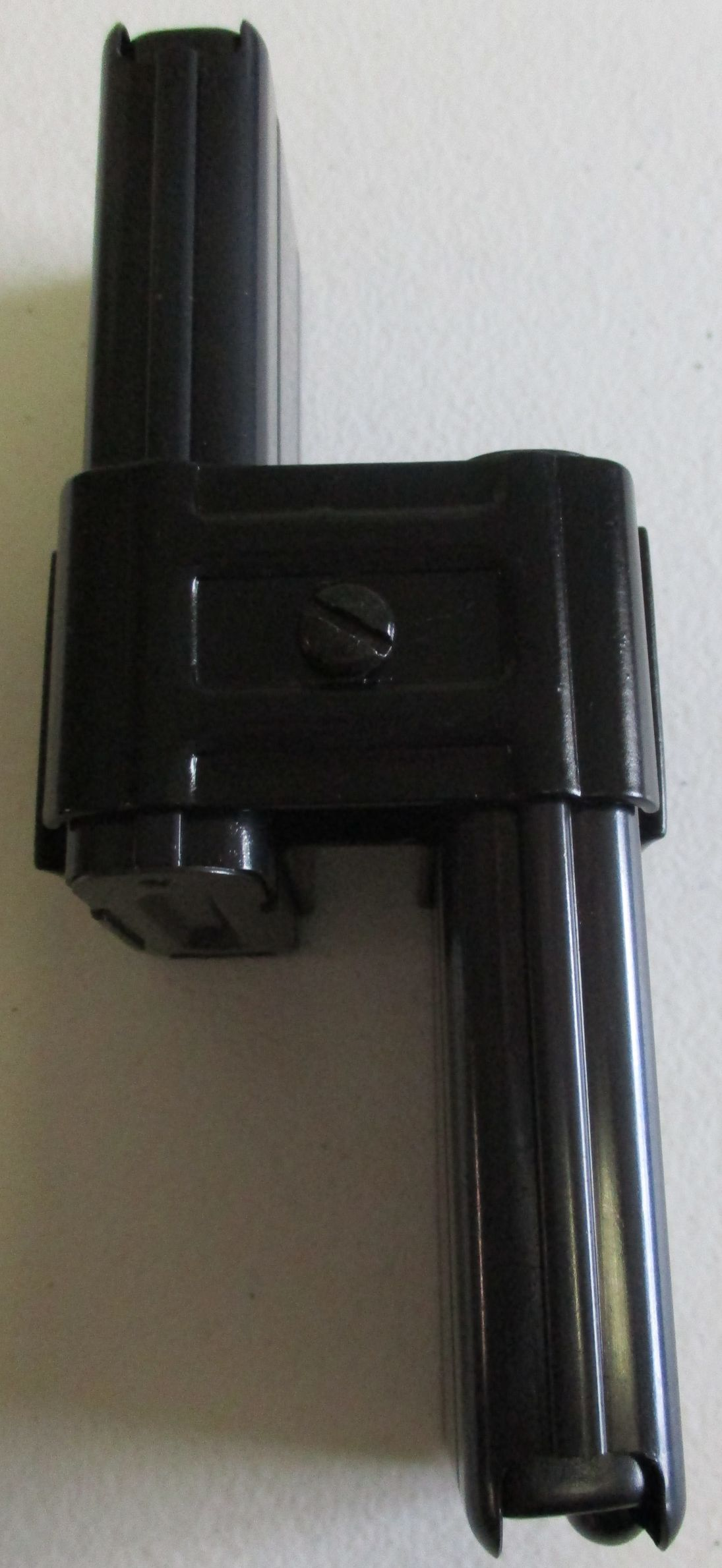
兩個15發M1卡賓槍的彈匣以夾子並聯在一起